# Trichopilia hennisiana
Trichopilia hennisiana är en orkidéart som beskrevs av Friedrich Fritz Wilhelm Ludwig Kraenzlin. Trichopilia hennisiana ingår i släktet Trichopilia och familjen orkidéer. Inga underarter finns listade i Catalogue of Life.